# Nuklear-Fehlalarm von 1983
Am 26. September 1983, während des Kalten Krieges, meldete ein satellitengestütztes optisches Frühwarnsystem der Sowjetunion den Start zunächst einer, später vier weiterer Interkontinentalraketen von Stützpunkten in den Vereinigten Staaten aus. Stanislaw Petrow, ein Offizier der sowjetischen Luftverteidigungsstreitkräfte, der in der Kommandozentrale des Frühwarnsystems Dienst tat, hielt diese Warnungen für Fehlalarme. Er beschloss, auf bestätigende Beweise zu warten, die jedoch nicht eintrafen, anstatt die Warnung sofort an die Befehlskette weiterzuleiten. Seine Entscheidung verhinderte einen möglichen nuklearen Vergeltungsangriff auf die Vereinigten Staaten und ihre NATO-Verbündeten, der wahrscheinlich zu einer Eskalation bis hin zu einem umfassenden Atomkrieg hätte führen können. Eine Untersuchung des Satellitenwarnsystems ergab später, dass das System tatsächlich eine Fehlfunktion aufwies.

## Hintergrund
Der Vorfall ereignete sich in einer Zeit stark angespannter Beziehungen zwischen den Vereinigten Staaten und der Sowjetunion. Als Reaktion auf die Stationierung von 14 SS-20/RSD-10-Atomraketen durch die Sowjetunion fassten die Mitgliedsstaaten der NATO Ende 1979 den NATO-Doppelbeschluss, 108 Pershing-II-Atomraketen in Westeuropa zu stationieren, um Ziele in der Ostukraine, in Weißrussland oder Litauen in 10 Minuten treffen zu können, sowie die bodengestützte Cruise Missile (GLCM) BGM-109G mit größerer Reichweite, die jedoch langsamer war, um potenzielle Ziele weiter im Osten zu treffen. Gleichzeitig forderte die NATO die Aufnahme von Rüstungskontrollverhandlungen über Mittelstreckenraketen. Von Mitte Februar 1981 bis 1983 erkundeten die Vereinigten Staaten mit psychologischen Operationen die Verwundbarkeit des sowjetischen Radars und demonstrierten nukleare Fähigkeiten der USA in geheimen Marineoperationen in der Barentssee, vor Norwegen, im Schwarzen Meer und in der Ostsee sowie nahe der GIUK-Lücke. Außerdem flogen amerikanische Bomber mehrmals pro Woche in den sowjetischen Luftraum und kehrten erst im letzten Moment um.
Nach Berichten hochrangiger CIA- und KGB-Offiziere befürchtete die Führung der UdSSR im Mai 1981 aufgrund historischer Parallelen zur deutschen Invasion von 1941 und der Rhetorik der Reagan-Regierung, dass die Vereinigten Staaten insgeheim einen nuklearen Angriff auf die UdSSR vorbereiteten. Daher leitete sie die Operation RYaN ein, da es keine Verteidigungsmöglichkeit gegen Pershing II-Raketen gab. Hierbei überwachten Agenten im Ausland das dienstliche und technische Personal, das einen Nuklearangriff durchführen würde, um einem solchen Angriff zuvorzukommen oder eine gegenseitige Vernichtung herbeizuführen.
Am 1. September 1983 schoss das sowjetische Militär ein südkoreanisches Passagierflugzeug (Korean-Air-Lines-Flug 007) ab, das irrtümlich in den sowjetischen Luftraum eingedrungen war. Alle 269 Menschen an Bord des Flugzeugs wurden getötet, darunter der US-Abgeordnete Larry McDonald und viele andere Amerikaner.  Die ersten Pershing-II-Raketen wurden am 1. Dezember 1983 an die Bundesrepublik Deutschland geliefert.
Bruce G. Blair, ein Experte für Nuklearstrategien des Kalten Krieges und einst Präsident des World Security Institute in Washington, D.C., sagte über die amerikanisch-sowjetischen Beziehungen jener Zeit:

“… had deteriorated to the point where the Soviet Union as a system—not just the Kremlin, not just Soviet leader Juri Andropow, not just the KGB, but as a system—was geared to expect an attack and to retaliate very quickly to it. It was on hair-trigger alert. It was very nervous and prone to mistakes and accidents. The false alarm that happened on Petrov's watch could not have come at a more dangerous, intense phase in U.S.–Soviet relations.”

„… die Beziehungen hatten sich so weit verschlechtert, dass die Sowjetunion als System - nicht nur der Kreml, nicht nur der sowjetische Führer Juri Andropow, nicht nur der KGB, sondern als System - darauf eingestellt war, einen Angriff zu erwarten und sehr schnell darauf zu reagieren. Es war in höchster Alarmbereitschaft. Es war sehr nervös und anfällig für Fehler und Unfälle. Der Fehlalarm, der sich unter Petrows Aufsicht ereignete, hätte an keinem gefährlicheren Moment in den amerikanisch-sowjetischen Beziehungen stattfinden können.“

In einem im amerikanischen Fernsehen ausgestrahlten Interview sagte Blair: „Die Russen  sahen eine US-Regierung, die sich auf einen Erstschlag vorbereitete, geführt von Präsident Ronald Reagan, der einen Erstschlag anordnen könnte.“ In Bezug auf den Vorfall mit Petrow sagte er: „Ich denke, unser Land kam einem versehentlichen Atomkrieg noch nie so nahe.“

## Der Vorfall
Am 26. September 1983 war Stanislaw Petrow, ein Oberstleutnant der sowjetischen Luftverteidigungsstreitkräfte, diensthabender Offizier im Bunker Serpuchow-15 bei Moskau, in dem sich die Kommandozentrale der sowjetischen Frühwarnsatelliten mit dem Codenamen Oko befand.
Er hatte das Satellitenfrühwarnnetz zu beobachten und den Vorgesetzten jeden bevorstehenden Atomraketenangriff auf die Sowjetunion zu melden. Wenn Frühwarnsysteme ankommende Raketen meldeten, bestand die Strategie der Sowjetunion im sofortigen und obligatorischen nuklearen Gegenschlag auf die Vereinigten Staaten (Abschuss bei Warnung), der in der Doktrin gegenseitiger gesicherter Zerstörung festgelegt war.
Kurz nach Mitternacht meldeten die Computer des Bunkers aufgrund von vom Satelliten Kosmos-1382 gemachten Aufnahmen, dass sich eine ballistische Interkontinentalrakete von den Vereinigten Staaten aus auf die Sowjetunion zubewegte. Petrow hielt diese Meldung für einen Computerfehler, da ein nuklearer Erstschlag der Vereinigten Staaten wahrscheinlich Hunderte von gleichzeitigen Raketenstarts erfordern würde, um alle sowjetischen Mittel für einen Gegenangriff auszuschalten. Außerdem war die Zuverlässigkeit des Satellitensystems zuvor in Frage gestellt worden. Petrow tat die Warnung als Fehlalarm ab, wobei es mehrere Darstellungen des Ereignisses darüber gibt, ob er seine Vorgesetzten benachrichtigte oder nicht, nachdem er annahm, dass die Computererkennungen falsch waren und keine Rakete gestartet wurde. Petrows Verdacht eines Fehlalarms wurde bestätigt, als tatsächlich keine Rakete eintraf. Später meldeten die Computer vier weitere Raketen in der Luft, die alle auf die Sowjetunion zuflogen. Petrow nahm erneut eine Fehlfunktion des Computersystems an, obwohl er keine direkte Möglichkeit hatte, dies zu bestätigen. Das Landradar der Sowjetunion konnte keine Raketen jenseits des Horizonts erkennen.
Später fiel auf, dass die Fehlalarme durch eine seltene Ausrichtung des Sonnenlichts auf hoch gelegene Wolken und die Umlaufbahnen der Molnija-Satelliten bedingt wurden. Den Fehler behob man später durch eine Zusatzprüfung mit Daten von geostationären Satelliten (Kosmos-1546 und Nachfolger) an einer Position vor der Westküste Afrikas.
Bei der Erläuterung der Faktoren, die zu seiner Entscheidung führten, verwies Petrow auf seine Überzeugung und seine Ausbildung, dass jeder US-Erstschlag massiv sein würde, so dass fünf Raketen ein unlogischer Anfang waren. Außerdem war das System zur Erkennung von Raketenstarts neu und seiner Meinung nach noch nicht ganz zuverlässig, und das Bodenradar hatte auch nach mehreren Minuten des Fehlalarms keine bestätigenden Hinweise gefunden.

## Nachwirkung

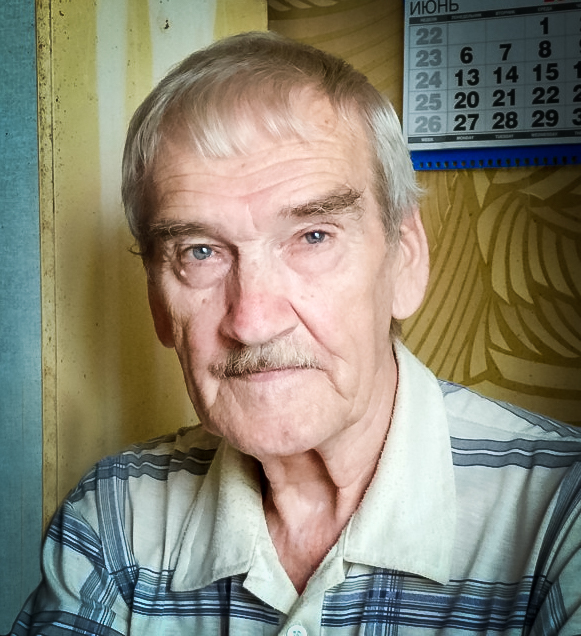
Petrow im Jahre 2016

Petrow wurde von seinen Vorgesetzten intensiv zu seinem Vorgehen befragt. Anfänglich wurde er für seine Entscheidung gelobt. General Juri Wotinzew als damaliger Befehlshaber der sowjetischen Raketenabwehreinheiten, der als erster Petrows Bericht zum Vorfall hörte und ihn 1998 als erster öffentlich bekanntgab, erklärte, Petrows „korrektes Handeln“ sei „gebührend zur Kenntnis genommen“ worden. Petrow selbst gab an, dass er zunächst von Wotinzew gelobt und ihm eine Belohnung angekündigt wurde. Er erinnerte sich aber daran, dass er auch wegen unsachgemäßer Ablage von Papieren gerügt wurde, unter dem Vorwand, dass er den Vorfall nicht im militärischen Tagebuch beschrieb.
Er erhielt keine Belohnung. Laut Petrow lag dies daran, dass der Vorfall und andere im Raketenerkennungssystem gefundene Fehler die Vorgesetzten und die einflussreichen Wissenschaftler, die dafür verantwortlich waren, in Verlegenheit brachten, so dass sie bei einer offiziellen Belohnung hätten bestraft werden müssen. Er wurde auf einen weniger sensiblen Posten versetzt, ging in den Vorruhestand (obwohl er betonte, dass er nicht aus der Armee entlassen wurde, wie einige westlichen Quellen behaupteten)  und erlitt einen Nervenzusammenbruch.
Oleg Kalugin, der als einstiger KGB-Chef für ausländische Spionageabwehr den Staatschef Juri Andropow gut kannte, sagte, dass Andropow den amerikanischen Führern zutiefst misstraute. Hätte Petrow die Satellitenwarnungen für gültig erklärt, wäre es denkbar, dass der Fehlbericht die Staatsführung zu einem Atomschlag provoziert hätte. Kalugin sagte: „Die Gefahr bestand darin, dass die Staatsführung dachte: 'Die Amerikaner könnten angreifen, also greifen wir besser zuerst an.'“

### Internationaler Tag für die vollständige Abschaffung von Atomwaffen (Petrow-Tag)
Die UN-Generalversammlung erklärte den Internationaler Tag für die vollständige Abschaffung von Atomwaffen bzw. englisch International Day for the Total Elimination of Nuclear Weapons im Dezember 2013 in ihrer Resolution 68/32 als Folgemaßnahme zu der hochrangigen Tagung der Generalversammlung zur nuklearen Abrüstung vom 26. September 2013 in New York. Die englische Bezeichnung englisch Petrov Day existierte davor bereits inoffiziell.